# ابوئن
ابوئن (به فرانسوی: Aboën) یک کمون در فرانسه است که در canton of Saint-Bonnet-le-Château واقع شده‌است. ابوئن ۸٫۹۶ کیلومتر مربع مساحت دارد ۷۱۰ متر بالاتر از سطح دریا واقع شده‌است.